# Hwang Ji-man
Hwang Ji-man, kor. 황지만 (ur. 8 lipca 1984) – południowokoreański badmintonista.
Zawodnik, grając w parze z Lee Jae-jin, zdobył brązowy medal w grze podwójnej mężczyzn na Igrzyskach w Pekinie.